# Midou
Midou (lub Midour) – rzeka we Francji, przepływająca przez tereny departamentów Gers oraz Landy, o długości 24 km. W Mont-de-Marsan Midou łączy się z Douze tworząc rzekę Midouze.